# Assar Rönnlund
Bernt Assa Rönnlund (Sävar, 3 september 1935 - Umeå, 5 januari 2011) was een Zweeds langlaufer. 

## Carrière
Rönnlund behaalde in 1962 de wereldtitel op de 15 kilometer en de estafette. Tijdens de spelen van 1964 won Rönnlund de zilveren medaille op de 50 kilometer achter zijn landgenoot Sixten Jernberg en de gouden medaille op de estaffete. Tijdens de spelen van 1968 won Rönnlund de zilveren medaille op de estafette. In 1967 won Rönnlund de Wasaloop. In de zomer van 1968 trouwde Rönnlund met zijn ploeggenote Toini Gustafsson.

## Belangrijkste resultaten

### Olympische Winterspelen
| Editie | Plaats       | Resultaten                               |
| ------ | ------------ | ---------------------------------------- |
| 1960   | Squaw Valley | 12e 50 km                                |
| 1964   | Innsbruck    | 13e 15 km · 7e 30 km · 50 km · estafette |
| 1968   | Grenoble     | 11e 30 km · 10e 50 km · estafette        |

### Wereldkampioenschappen langlaufen
| Jaar | Plaats       | Resultaten                               |
| ---- | ------------ | ---------------------------------------- |
| 1960 | Squaw Valley | 12e 50 km                                |
| 1962 | Zakopane     | 15 km · 6e 30 km · 50 km · estafette     |
| 1964 | Innsbruck    | 13e 15 km · 7e 30 km · 50 km · estafette |
| 1968 | Grenoble     | 11e 30 km · 10e 50 km · estafette        |